# Турданов, Азамат
Азамат Турданов (род. 18 мая 1984) — узбекистанский самбист, бронзовый призёр чемпионата мира по самбо 2010 года в Ташкенте, мастер спорта Узбекистана международного класса. По самбо выступал в тяжёлой весовой категории (свыше 100 кг). Региональный вице-президент Ассоциации самбо Узбекистана, заместитель министра по делам культуры и спорта Каракалпакстана.